# ریچل ویلیامز (مدل)
ریچل ویلیامز (انگلیسی: Rachel Williams؛ زادهٔ ۲۹ آوریل ۱۹۶۷) یک مجری تلویزیون، مانکن و طراح منظر اهل ایالات متحده آمریکا است.
او دانش‌آموختهٔ رشتهٔ «تاریخ هنر» در کالج بارد و همچنین رشتهٔ معماری در دانشگاه کلمبیا است و پدرش «تاد ویلیامز» نیز یک طراح و معمار است.
وی به‌مدت یک سال هم، مجری برنامهٔ تلویزیونی «شوی دخترانه» در کانال ۴ بود.